# ایستگاه راه‌آهن مرکزی میلان
ایستگاه راه‌آهن مرکزی میلان (ایتالیایی: Stazione Milano Centrale) ایستگاه ایستگاه قطار اصلی شهر میلان، ایتالیا است.
این ایستگاه که در سال ۱۹۳۱ تأسیس شده به خطوط راه‌آهن سراسری ایتالیا و ایستگاه راه‌آهن برن، ایستگاه ژنو-کورناوا و ایستگاه راه‌آهن مرکزی زوریخ متصل است.

## نگارخانه

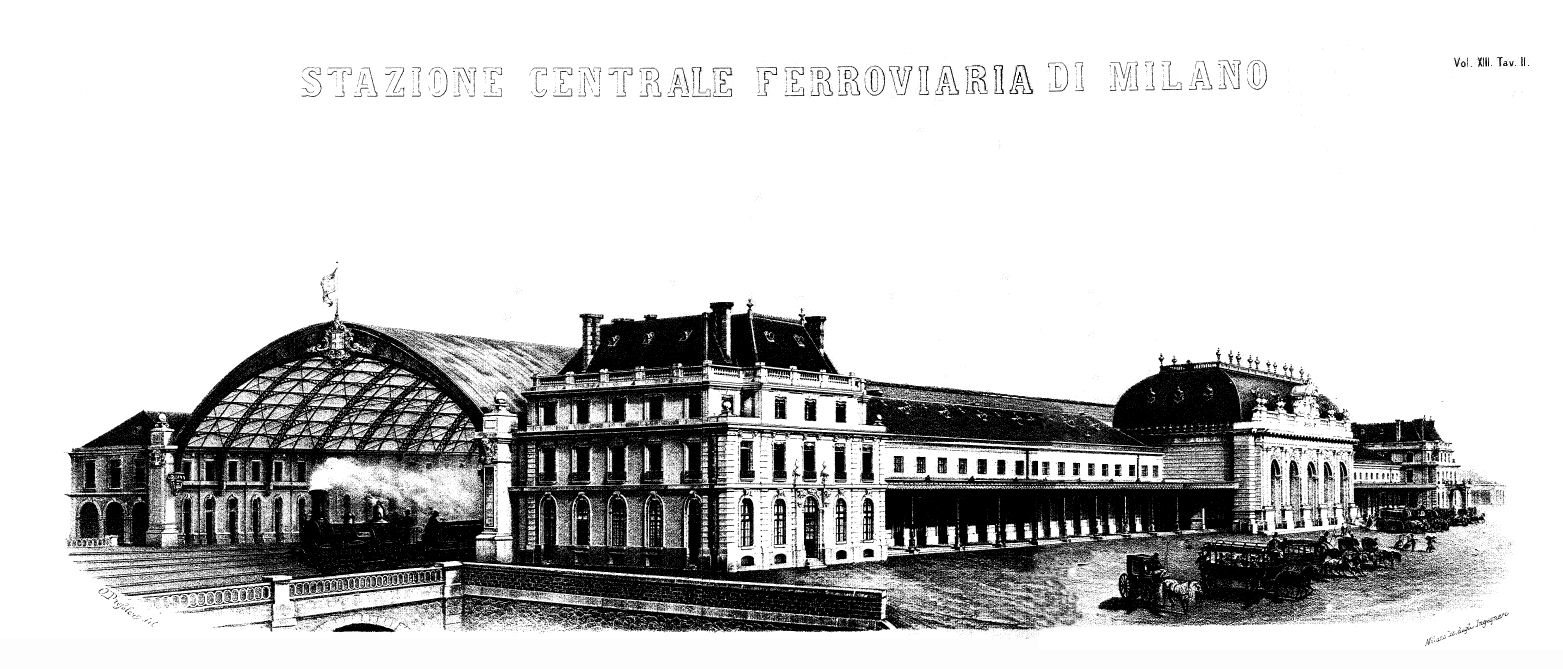
The first Milano Centrale railway station from Giornale dell'Ingegnere e Architetto, January 1865, vol. 13, Annex
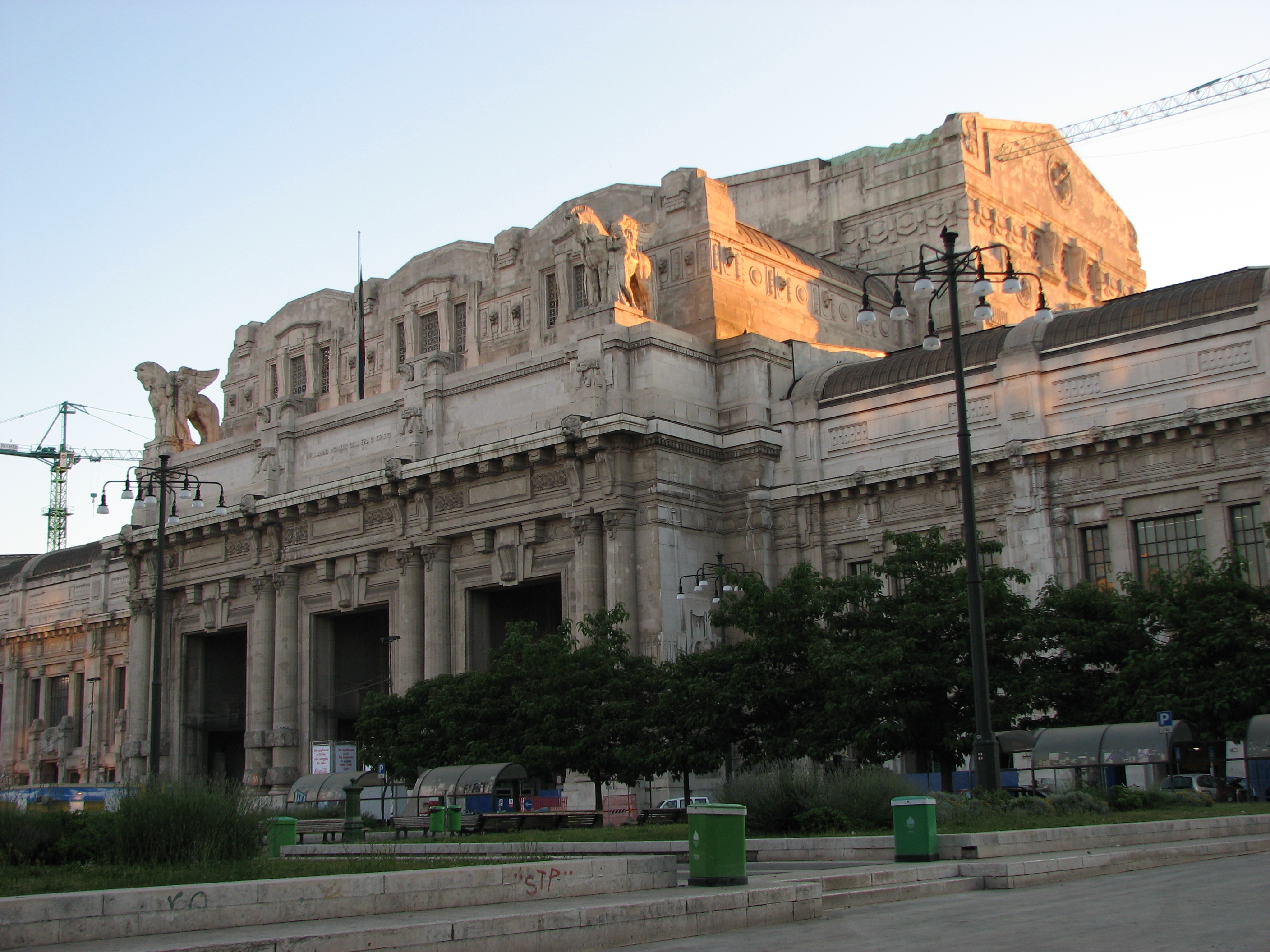
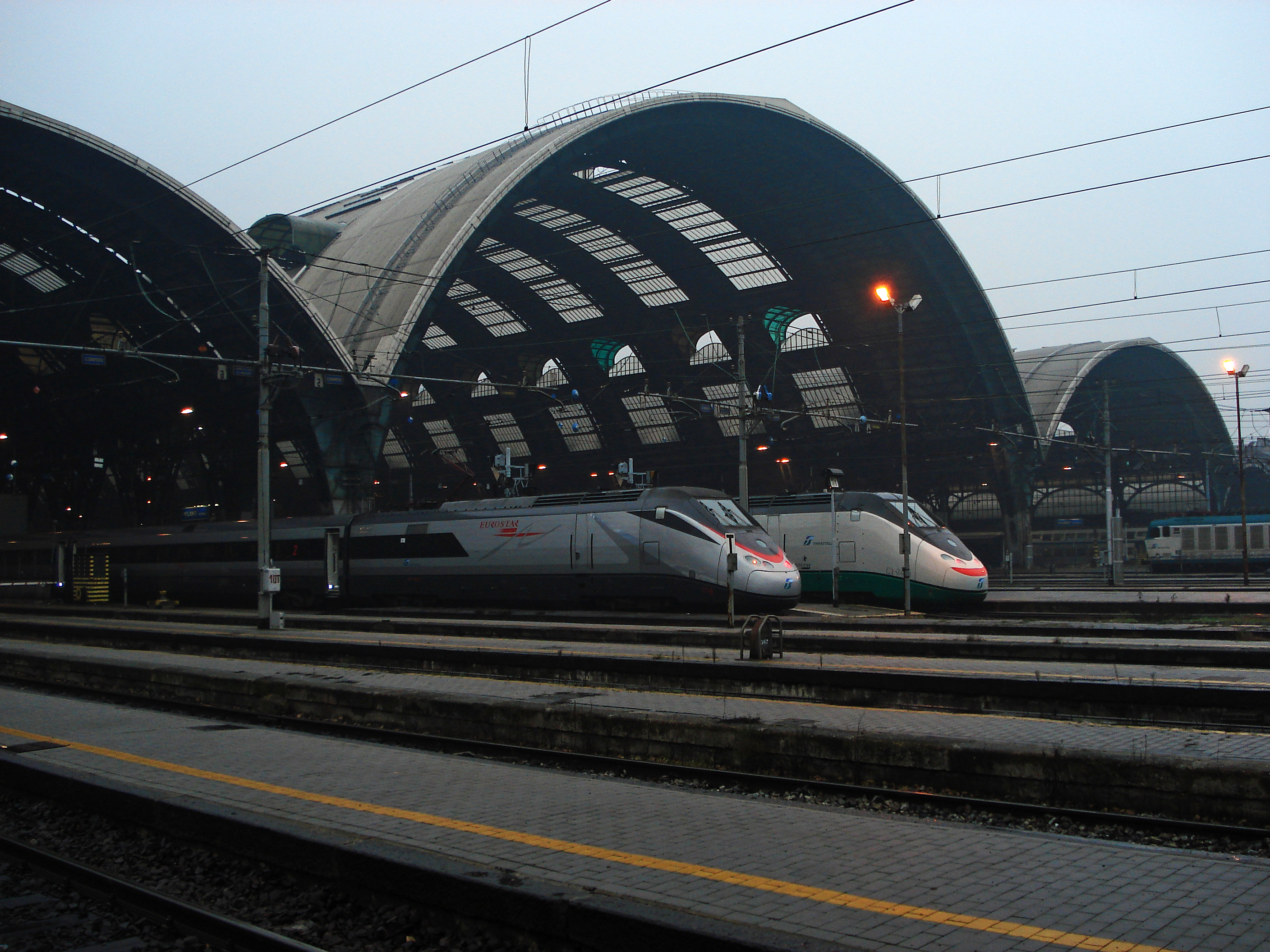
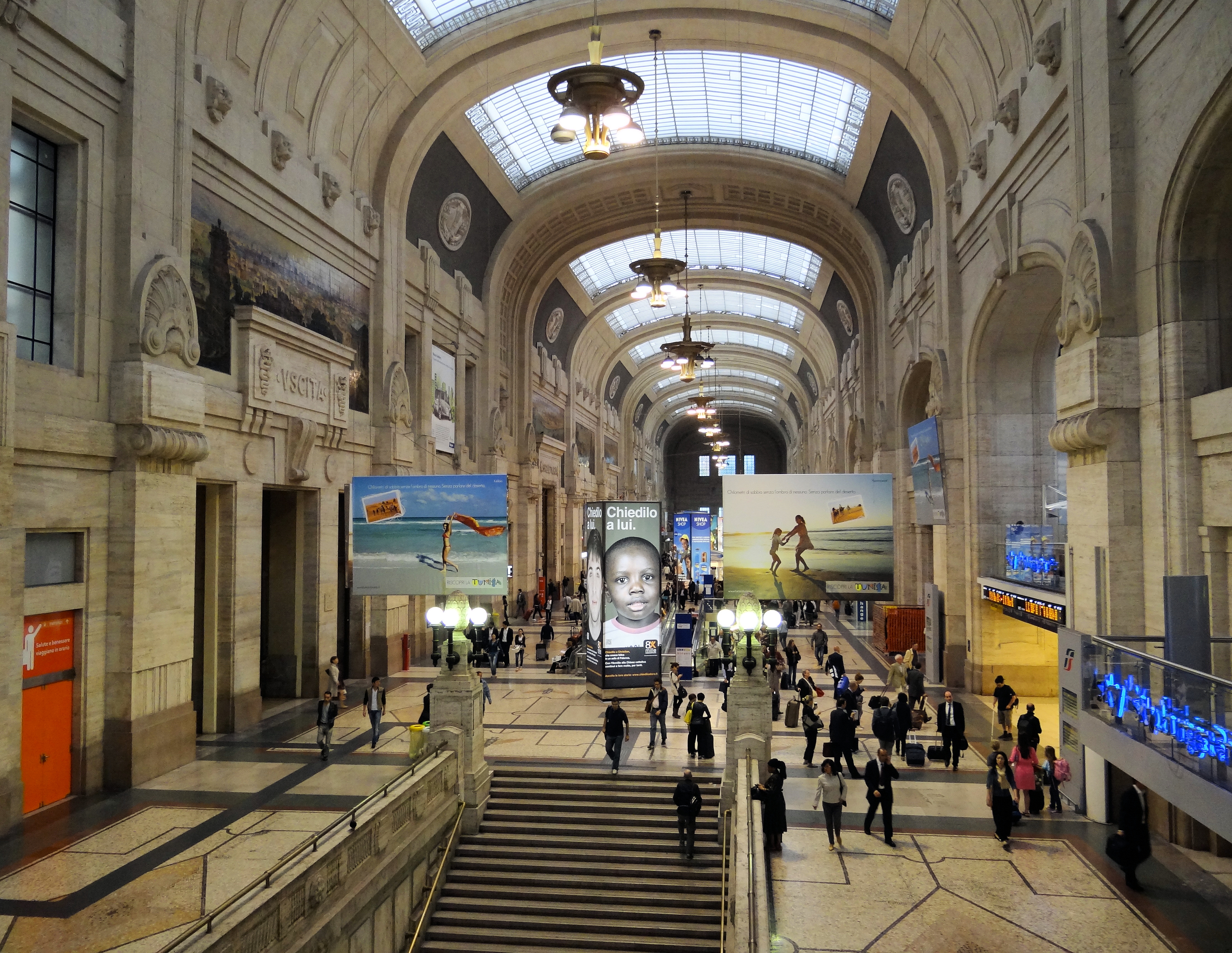
A view of the arrival hall
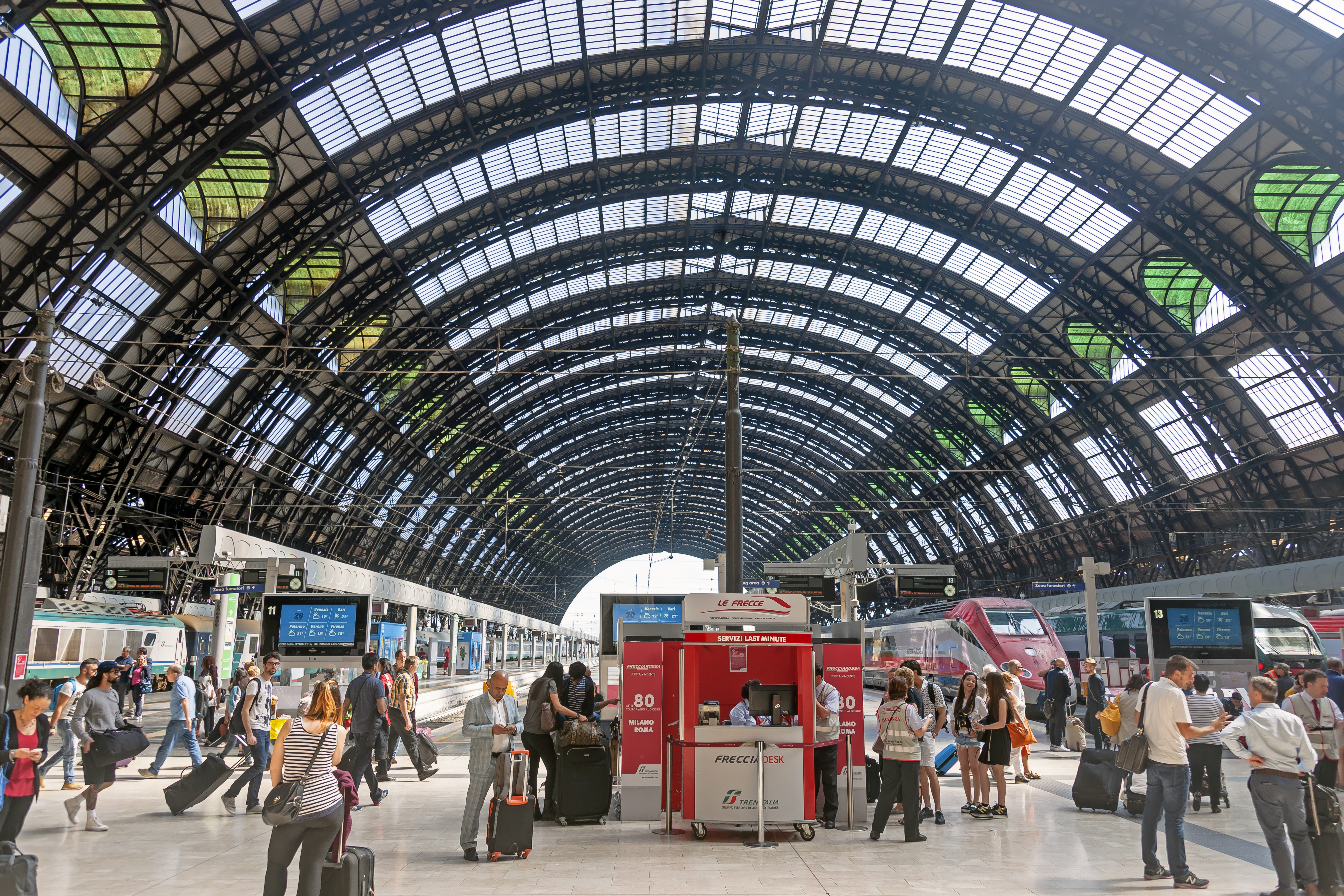
The roof of the central section
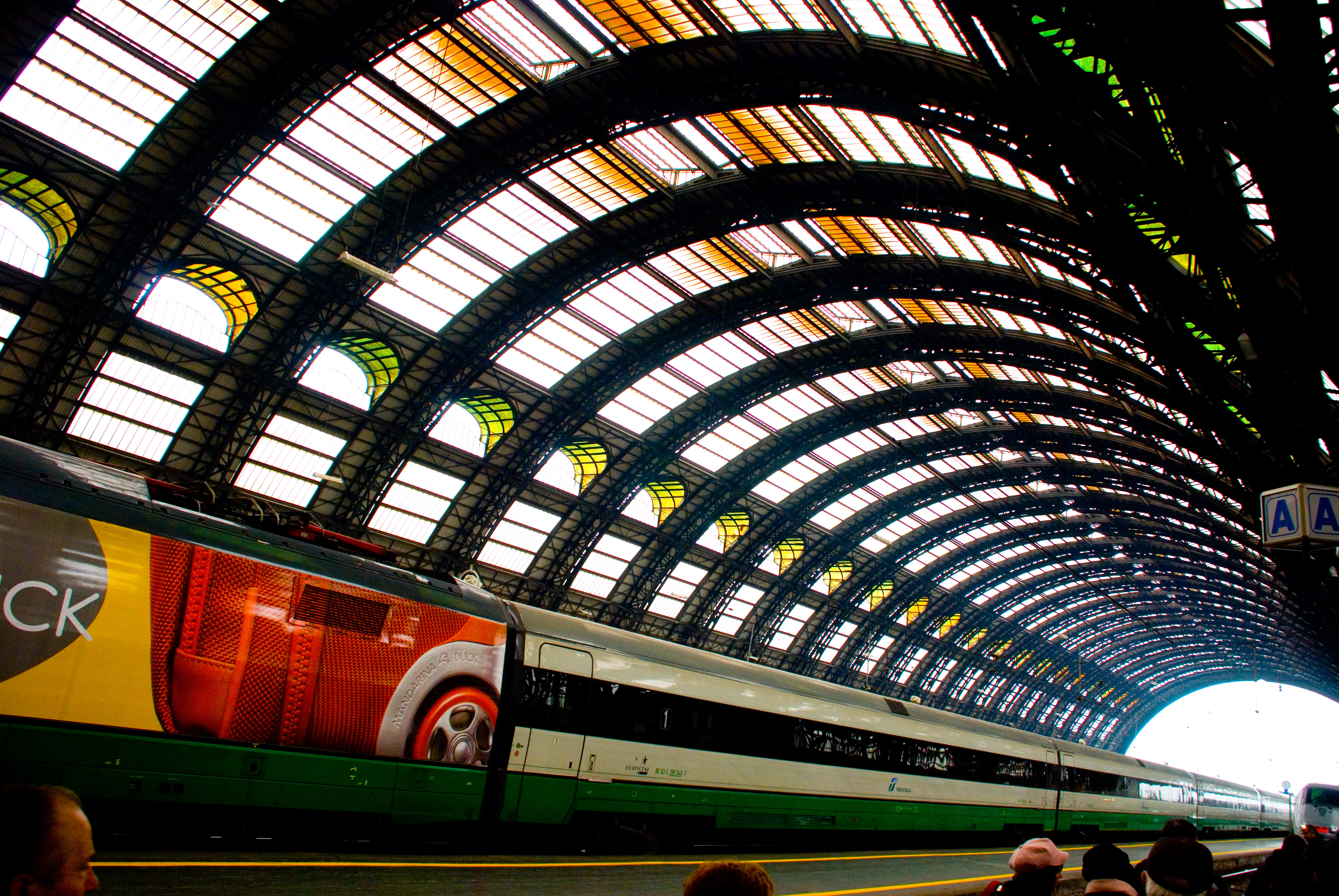
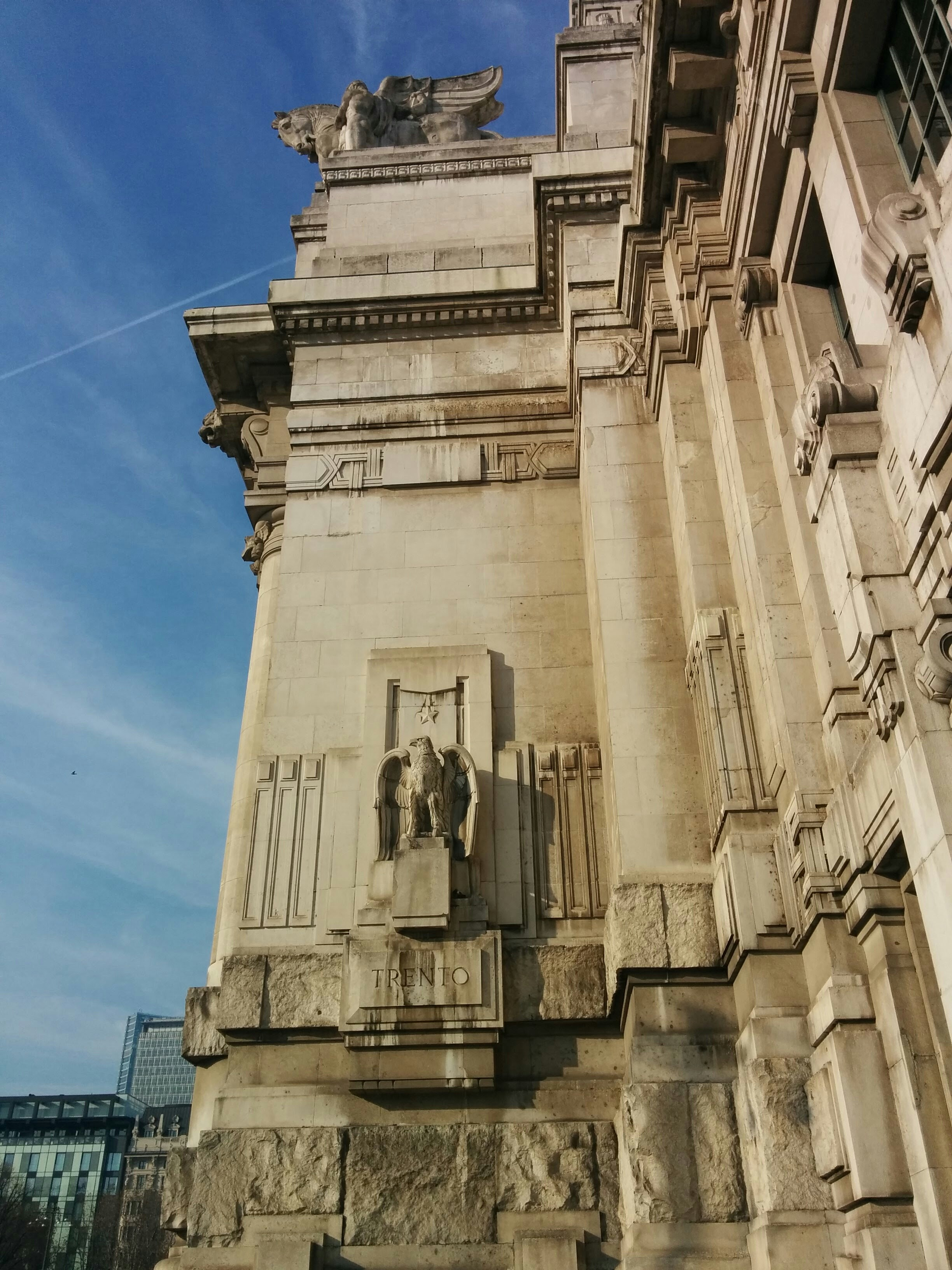